# تپه سگز آغاچ
تپه سگز آغاچ مربوط به سده‌های اولیه و میانه دوران‌های تاریخی پس از اسلام است و در شهرستان ملایر، بخش جوکار، دهستان ترک غربی، روستای کمری واقع شده و این اثر در تاریخ ۷ اسفند ۱۳۸۶ با شمارهٔ ثبت ۲۱۶۱۸ به‌عنوان یکی از آثار ملی ایران به ثبت رسیده است.